# Five Minutes with Arctic Monkeys
«Five Minutes with Arctic Monkeys» — дебютный сингл британской инди-рок-группы Arctic Monkeys, выпущенный 30 мая 2005 года на собственном лейбле Bang Bang Recordings, который был создан исключительно для выпуска данного сингла. В сингле представлены две песни: «Fake Tales of San Francisco», известная фанатам благодаря демоальбому Beneath the Boardwalk, и новая «From the Ritz to the Rubble».
Сингл вышел ограниченным изданием в 500 копий CD и 1000 копий 7" винила, а также был доступен для покупки на iTunes Store. Обе композиции позже были перезаписаны и вошли в дебютный альбом группы Whatever People Say I Am, That’s What I’m Not.
Некоторые источники утверждают, что «Five Minutes with Arctic Monkeys» — мини-альбом, а не сингл, однако это ошибочно, так как выпускался он именно в виде сингла, а вот его промоверсии были помечены как EP.

## Список композиций
Все тексты написаны Алексом Тёрнером, вся музыка написана Arctic Monkeys.
| №  | Название                      | Длительность |
| -- | ----------------------------- | ------------ |
| 1. | «Fake Tales of San Francisco» | 3:00         |
| 2. | «From the Ritz to the Rubble» | 3:11         |